# Westoe
Westoe är en stadsdel i South Shields, i distriktet South Tyneside, i grevskapet Tyne and Wear, i England. Ward hade 7 841 invånare år 2021. Westoe var en civil parish från 1866 till 1897 då den blev en del av South Shields. Civil parish hade 72 445 invånare år 1891.